# Raturés
Raturés ou Niusserré foi o sexto faraó da V dinastia egípcia. O seu nome significa "possuidor do poder de Ré".
De acordo com o Papiro de Turim terá reinado mais de dez anos, mas este documento encontra-se um pouco estragado na passagem em que se menciona o rei, pelo que o número não poderá estar correcto. Conhece-se uma representação de um Festa Sede do rei, acontecimento que em geral ocorria no trigésimo aniversário do reinado dos soberanos. Manetão atribui-lhe um reinado de 44 anos, mas o número é tido como irreal pelos investigadores.
Niuserré era filho da rainha Quentecaus II e provavelmente de Neferircaré; segundo alguns autores em vez de filho de Neferircaré seria de Neferefré, o seu antecessor no trono. Foi casado com Reputenebu, como revela um fragmento de uma estátua do seu templo do vale.
Conhece-se uma inscrição do rei no Sinai a combater os seus inimigos. Desconhece-se se retrata acontecimentos reais ou se seria uma mera representação ritual. Também se atribuem ao rei campanhas contra os Líbios no deserto ocidental. 
Ao nível da economia, conhecem-se expedições com o Punte, de onde vieram produtos como a mirra, o eletro e a malaquite.
O seu templo solar em Abu Gurabe, construído completamente em pedra, é um dos maiores da época. Nele é possível ver vários baixos-relevos, que mostram por exemplo a celebração da sua Festa Sede ou representações dos nomos do Egito e das estações do ano.
O rei ordenou a construção do seu complexo funerário em Abusir. A sua pirâmide encontra-se localizada entre a pirâmide de Sefrés e a Neferircaré. Em vez de construir um templo do vale para si, o rei decidiu aproveitar o templo do vale de Neferircaré.